# Idiophthalma suspecta
Idiophthalma suspecta är en spindelart som beskrevs av O. Pickard-Cambridge 1877. Idiophthalma suspecta ingår i släktet Idiophthalma och familjen Barychelidae.
Artens utbredningsområde är Colombia. Inga underarter finns listade i Catalogue of Life.